# タイタオ半島

タイタオ半島

タイタオ半島（タイタオはんとう、スペイン語: Península de Taitao）とは、チリ南部のアイセン州にある半島。

## 位置
チリ南部のアイセン・デル・ヘネラル・カルロス・イバニェス・デル・カンポ州、アイセン県に位置する。
太平洋へ突き出した半島で、東西・南北とも120km程度。南アメリカ大陸本土とは幅15-20kmほどのオフキ地峡で繋がっている。北西端にタイタオ岬(Punta Taitao)がある。
半島の北方はチョノス諸島、南岸はペニャス湾に接している。ペニャス湾の対岸はグアヤネコ諸島であり、氷河地帯となる。

## 地形
標高1000mほどの低い山地からなり、海岸線は多数のフィヨルドが刻まれ、複雑に入り組んでいる。
豊かな自然に恵まれ、半島南部には氷河湖として有名なサン・ラファエル湖があり、付近はサン・ラファエル湖国立公園に指定されている。そのほかの地域もラスグアイテカス国定保護区に指定されている。
太平洋からの湿った偏西風にさらされるため降水量が多く、年間6000ミリに達する。半島周辺の海域は魚介類が豊富で、漁業が営まれている。
半島の中央部にはプレジデンテ・リオス湖がある。

## 歴史
タイタオ半島やチョノス諸島を含む一帯には、先住民族としてチョノ族がおり、現在のプレジデンテ・リオス湖付近に「アウ」(Aau)という集落を作り定住していた。「タイタオ」の地名は、チョノ族の言葉に由来するとされる。スペイン人による探検の手は永らく及ばず、当地に定住者がいることがスペイン人に確認されたのは1553年だが、一部の専門家を除き、1946年まで一般のスペイン人やチリ人には未踏の地であり続けた。
ペニャス湾とチョノス諸島を船で行き来するにはタイタオ半島を迂回する必要があるが、外洋の航行を強いられることから小型船には困難を伴った。そのため、先住民の間では船を曳いて陸路で半島を横断する方法が古来から経験的に知られており、ペニャス湾からサン・タデオ川を遡上してオフキ地峡を通りサン・ラファエル湖へ至るルートと、プレジデンテ・リオス湖を経由するルートの2通りが存在した。
17世紀から18世紀にスペイン人探検家やイエズス会の宣教師などが来訪した記録があり、それによるとチロエ諸島からタイタオ半島を陸路で横断しペニャス湾へ至る経路が既に知られ、使用されていた可能性が高い。1741年にイギリス艦隊のHMSウェイジャー号がペニャス湾で難破した際も、生存者がチョノ族の族長の手引きによりこのルートを通ってチロエ島のスペイン人入植地に至ったことが、乗組員であったジョン・バイロンの手記から伺われる。
20世紀前半にはモラレダ海峡とペニャス湾を結ぶルートとしてオフキ運河が計画された。技術的、財政的な問題が大きく、建設による利点を巡って長らく調査や議論が行われた末に1937年に計画が承認され着工したものの、1943年に完成を見ることなく中止された。

## 地質学

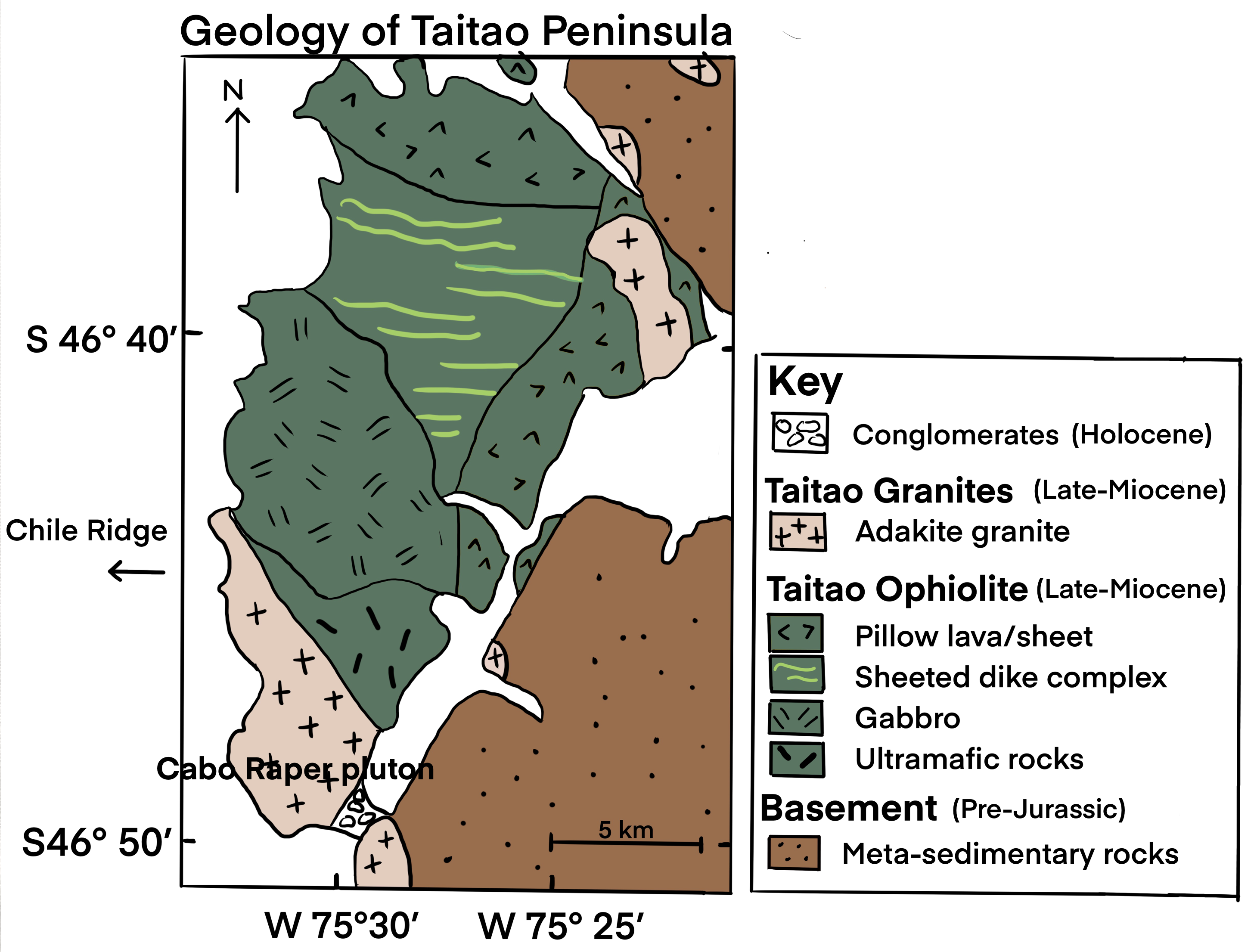
タイタオ半島の地質図

タイタオ半島付近は南極プレート、南アメリカプレート、ナスカプレートの境界が交差するプレートの三重会合点となっており、チリ海膨が半島の地下で南アメリカプレートへ沈み込んでいる（チリ三重会合点）。タイタオ・オフィオライトの地質特性はこの三重会合点に由来する。